# Бэкхён
Пён Бэкхён (кор. 변백현, англ. Byun Baek-hyun, род. 6 мая 1992, Пучхон, Кёнгидо, Южная Корея) — южнокорейский певец и актёр. Является участником хип-хоп группы Exo, и ее подгруппы Exo-K и подразделения Exo-CBX. Также является лидером супергруппы SuperM.
После выпуска нескольких альбомов выпущенных совместно с Exo Бэкхен начал сольную карьеру в 2019 году, выпустив свой первый мини-альбом City Lights. Альбом имел коммерческий успех, разошелся тиражом более полумиллиона копий в 2019 году и стал самым продаваемым альбомом сольного исполнителя 2010-х годов в Южной Корее. За City Lights последовал его второй мини-альбом Delight (2020), который разошелся тиражом более 1 миллиона копий, став первым альбомом сольного исполнителя в Южной Корее за последние 19 лет. Он был назван «Гениальным айдолом».

## Ранние годы
Бэкхён родился 6 мая 1992 года в Пучхоне, провинция Кёнгидо, Республика Корея. У него есть брат по имени Пён Бэкпён, который старше его на 7 лет. Бэкхён начал тренироваться ещё с 11 лет, под впечатлением от певца Rain. Бэкхён учился в Jungwon High School в Пучхоне, где был ведущим певцом в школьной группе «Honsusangtae», а также победил на местном музыкальном конкурсе. Он посещал уроки игры на фортепиано участника рок группы DickPunks Ким Хён У. Помимо музыки, он увлекался боевыми искусствами. У Бэкхёна есть чёрный пояс по хапкидо.
Во время подготовки ко вступительным экзаменам в Seoul Institute of the Arts Бэкхён был замечен S.M. Entertainment. Позже, в 2011 году через S.M. Casting System Бэкхён попал в агентство. Наряду с другими членами ЕХО, Чханёлем и Сухо, Бэкхён посещал Kyung Hee Cyber University, а также брал онлайн-занятия по Culture и Arts Department of Business Administration.

## Карьера

### 2012—2015: Дебют и начало карьеры
Официально Бэкхён присоединился к группе 30 января 2012 года. Сама группа дебютировала 8 апреля 2012 года.
В феврале 2014, Бэкхён и Сухо стали постоянными ведущими на телевизионном шоу Inkigayo, которое транслировалось на кабельном канале SBS. В ноябре 2014, они покинули шоу и сосредоточились с остальными участниками группы на камбэке. В июле того же года Бэкхён совершил свой музыкальный театральный дебют, получив ведущую роль в мюзикле «Поющие под дождем» производства южнокорейского агентства SM C&C.

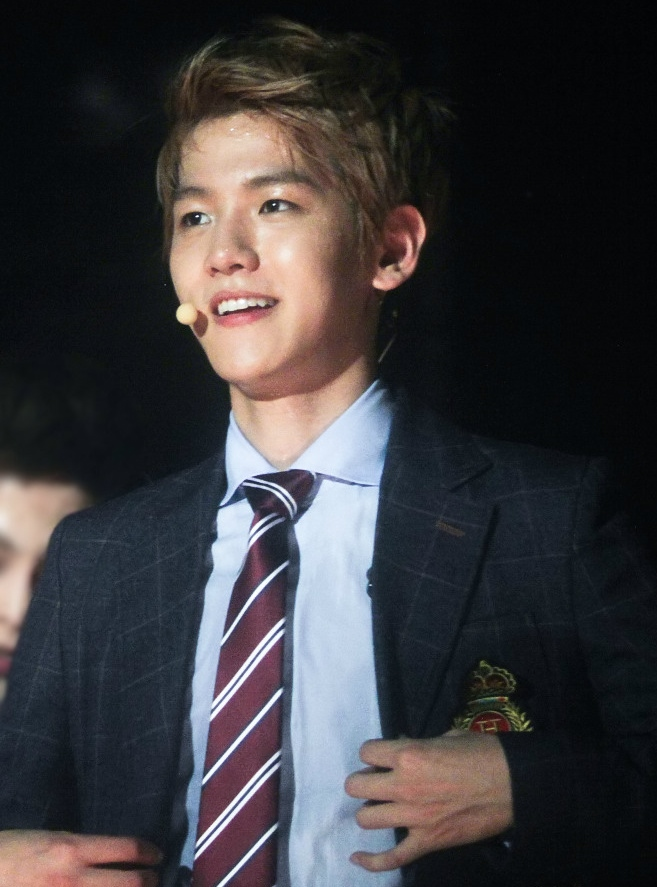
Бэкхён на MTV World Stage в Малайзии, 2013

В апреле 2015, Бэкхён исполняет саундтрек «Beautiful» к веб-дораме «ЕХО по соседству». Песня заняла лидирующую позицию в чартах. В мае 2015 было объявлено, что Бэкхён будет играть главную роль в фильме «Dokgo» с актером Е Чжин Го. Тем не менее, съемки фильма были приостановлены и перенесены на январь того же года. В декабре 2015 Бэкхён отдал дань покойному певцу Ким Хён Сику, исполнив песню «Like Rain Like Music» на шоу GayoDaejeon, которое транслировалось по SBS каналу. Студия звукозаписи позже выпустила песню в цифровом виде.

### 2016—2018: Действующие роли и EXO-CBX
В январе 2016 Бэкхён и Сюзи из Miss A осуществили дебют с песней «Dream». Песня быстро достигла высокой позиции в чартах, а позже было организовано выступление на Gaon's weekly digital chart. «Dream» пять раз занимала первые места на музыкальных передачах Music Bank и Inkigayo. В апреле того же года, Бэкхён получил награду YinYueTai V-Chart как самый известный певец в Южной Корее. В мае Бэкхён и K.Wi осуществили дебют в качестве дуэта, исполнив балладу «The Day».

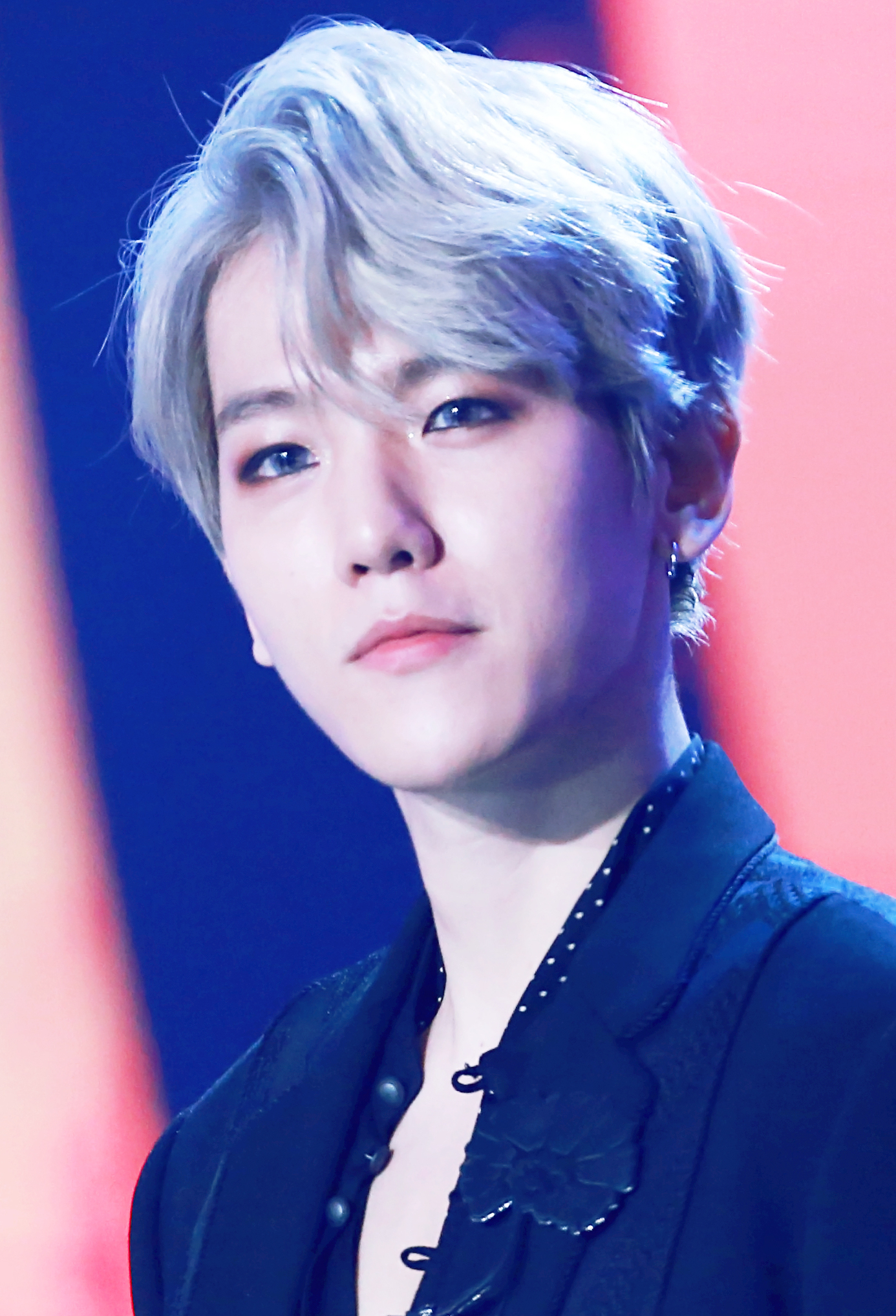
Бэкхён на премии MAMA, декабрь 2017

В августе Бэкхён сыграл в дораме «Лунные влюблённые - Алые сердца: Корё» (южнокорейская адаптация китайской новеллы «Bu Bu Jing Xin»). Бэкхён получил второстепенную роль, играя принца Ван Ына, наряду с такими актерами, как: Ли Джун Ки, Кан Ха Ныль и Ли Чжи Ён (IU). Он также исполнил саундтрек к дораме вместе с Чхеном и Сиумином, под названием «For You».
В октябре 2016 он, Чен и Сиумин стали официальными участниками подгруппы ЕХО-СВХ. Их дебют с песней «Hey Mama!» был осуществлен 31 октября. В ноябре того же года Бэкхён принял участие в турнире «2016 S.M. Super Celeb League» по League of Legends, где он играл с Хичхолем двумя профессиональными игроками, а также с фанатами из Кореи и Китая.
В феврале 2017 года Бэкхён и участница группы Sistar Со выпустили совместную песню «Rain». Песня достигла номер один в каждом южнокорейском онлайн-чарте, достижение, известное как «all-kill», что делает его первым SM Entertainment артистом, который достиг «all-kill» в 2016 и 2017 годах с «Dream» и «Rain». В апреле 2017 года Бэкхён выпустил сингл под названием «Take You Home» для второго сезона проекта Station. Песня достигла 12 — го места в цифровом чарте Gaon. В августе 2018 года Бэкхён и рэпер Loco выпустили совместный трек под названием «Young» для проекта Station.

### 2019-настоящее время: Соло дебют и дебют в SuperM
10 июня 2019 года было объявлено, что Бэкхен дебютирует в качестве сольного исполнителя в июле 2019 года, став третьим участником EXO кто получил соло. 10 июля он дебютировал с мини-альбомом City Lights.
10 августа SM Entertainment объявили о запуске новой супер K-pop группы под названием SuperM, Бэкхён дебютирует вместе с Тхэмином из SHINee, Кхаем из EXO, Тэёном и Марком из NCT, Тэном и Лукасом из WayV. Дебют группы состоялся 4 октября с мини-альбомом SuperM и он сосредоточен на рынке США.

## Личная Жизнь
19 июня 2014 года S.M. Entertainment подтвердило отношения между Бэкхёном и Тхэён (участницей группы Girls Generation). Однако в сентябре 2015 года репортеры сообщили, что они разошлись.

## Дискография

### Мини-альбомы
| Название    | Детали                                                                                           | Пиковые позиции | Пиковые позиции | Пиковые позиции | Продажи         |
| Название    | Детали                                                                                           | KOR             | JPN             | US World        | Продажи         |
| ----------- | ------------------------------------------------------------------------------------------------ | --------------- | --------------- | --------------- | --------------- |
| City Lights | - Релиз: 10 июля, 2019 (KOR) - Лэйбл: SM Entertainment - Формат: CD, digital download, streaming | 1               | 14              | 4               | - CHN: 140,850+ |

### Синглы
| Название                                                                     | Год  | Пиковые позиции | Пиковые позиции | Пиковые позиции | Продажи                    | Альбом              |
| Название                                                                     | Год  | KOR             | KOR             | US World        | Продажи                    | Альбом              |
| Название                                                                     | Год  | Gaon            | Hot 100         | US World        | Продажи                    | Альбом              |
| ---------------------------------------------------------------------------- | ---- | --------------- | --------------- | --------------- | -------------------------- | ------------------- |
| «Dream» (вместе с Сюзи)                                                      | 2016 | 1               | —               | 3               | - KOR: 1,397,167           | Non-album release   |
| «The Day» (вместе с K.Will                                                   | 2016 | 8               | —               | 21              | - KOR: 231,025             | SM Station Season 1 |
| «Rain» (비가와) (вместе с Сою)                                               | 2017 | 2               | —               | —               | - KOR: 689,291             | Non-album release   |
| «Take You Home» (바래다줄게)                                                 | 2017 | 12              | —               | 5               | - KOR: 288,795 - US: 2,000 | Non-album release   |
| «Young» (вместе с Loco)                                                      | 2018 | 11              | 18              | 4               | - US: 2,000                | Non-album release   |
| «UN Village»                                                                 | 2019 | 22              | 1               | 23              | н/д                        | City Lights         |
| «—» denotes releases that did not chart or were not released in that region. |      |                 |                 |                 |                            |                     |

## Фильмография

### Дорамы
| Название                                | Год  | Роль              | Канал         | Заметки                  |
| --------------------------------------- | ---- | ----------------- | ------------- | ------------------------ |
| «Для тебя во всём цвету»                | 2012 | самого себя       | SBS           | Камео, появление с ЕХО-К |
| «ЕХО по соседству»                      | 2015 | самого себя       | Naver TV Cast | главная роль             |
| «Лунные влюблённые - Алые сердца: Корё» | 2016 | 10-й принц Ван Ын | SBS           | второстепенная роль      |

### Разные шоу
| Год  | Название                            | Канал   | Роль                | Заметки                                                      |
| ---- | ----------------------------------- | ------- | ------------------- | ------------------------------------------------------------ |
| 2013 | «Idol Star Athletics Championships» | MBC     | участник            | вместе с Чханёлем, Сухо, Сехуном, Тао и Луханом              |
| 2013 | «Звездный король»                   | SBS     | Гость               | вместе с Сухо, Сиумином, Каем, Луханом и Сехуном             |
| 2013 | «Beatles Code 2»                    | Mnet    | Гость               | вместе с D.O, Сиумином, Лэем, Сухо и Сехуном                 |
| 2013 | «Idol Star Athletics Championships» | MBC     | участник            | вместе с Сухо, Луханом, Сиумином, Сехуном, Крисом, Каем, Тао |
| 2013 | «Three Turns»                       | MBC     | гость               | вместе с Сухо                                                |
| 2013 | «Three Turns»                       | MBC     | гость               | Вместе с Луханом                                             |
| 2013 | «Супер хит»                         | Mnet    | гость               | вместе с Лэем, D.О, Чхеном и Луханом                         |
| 2014 | «Roommate»                          | SBS     | гость               | 13-я серия                                                   |
| 2015 | «Idol Star Athletics Championships» | MBC     | гость               | вместе с Сухо                                                |
| 2015 | «Привет, Контроллер»                | KBS     | гость               | 220-я серия, вместе с Чханёлем и Чхеном                      |
| 2015 | «Возвращение Супермэна»             | KBS     | гость               | 79-я серия, с Чханёлем                                       |
| 2015 | «Клуб после школы»                  | Arirang | гость               | 165-я серия, с Каем                                          |
| 2015 | «The Capable Ones»                  | MBC     | специальный ведущий | 1-я серия                                                    |
| 2015 | «Cool Kiz on the Block»             | KBS2    | специальный гость   | 165-я серия                                                  |
| 2015 | «Naked 4 Show (S 2)»                | Mnet    | Разговор и Хичоле   | 15-я серия                                                   |
| 2016 | «Фантастический дуэт»               | SBS     | гость               | 3-4 серии, с Чханёлем, D.O, Сухо, Сиумином и Чхеном          |
| 2016 | «Cool Kiz On The Block 阳光艺体能»  | HBTV    | гость               | вместе с Чханёлем, D.O, Сухо, Сиумином, Чхеном               |
| 2016 | «Idol Chef King»                    | MBC     | соперник            | вместе с Сухо                                                |

### Радио
| Год  | Название                      | Роль  | Станция         | Примечания                                              |
| ---- | ----------------------------- | ----- | --------------- | ------------------------------------------------------- |
| 2013 | «SoundK»                      | Гость | Arirang Radio   | с Сухо, Крисом, Чхеном                                  |
| 2013 | «Sukira Kiss the Radio»       | Гость | KBS Cool FM     | с Лэем, Чхеном, Чханёлем, D.O.                          |
| 2013 | «Sukira Kiss the Radio»       | Гость | KBS Cool FM     | с Чхеном                                                |
| 2013 | «Cultwo Show»                 | Гость | SBS Power FM    | с Лэем, Сухо, Крисом, Чханёлем, D.O., Сиумином, Кхаем   |
| 2013 | «Sukira Kiss the Radio»       | Гость | KBS Cool FM     | с Чхеном                                                |
| 2013 | «Lee Sora's Gayo Plaza Radio» | Гость | KBS Cool FM     | С Чхеном и D.O                                          |
| 2013 | «K.Will's Youngstreet»        | Гость | SBS Power FM    | С Чхеном и D.O                                          |
| 2014 | «Sukira Kiss the Radio»       | Гость | KBS Cool FM     | с Ким Хи Чолем и Ревеком                                |
| 2015 | «Cultwo Show»                 | Гость | SBS Power FM    | с Сухо, D.O, Сехуном, Чхеном, Чханёлем, Сиумином, Кхаем |
| 2015 | «Noon Song of Hope»           | Гость | MBC Standard FM | с Сиумином и Сехуном                                    |

### Хостинг
| Название     | Роль                | Канал | Дата                        | Заметки    |
| ------------ | ------------------- | ----- | --------------------------- | ---------- |
| «Music Bank» | специальный ведущий | KBS   | 7/6/2013 23/8/2013 6/9/2013 | с Чханёлем |
| «Inkigayo»   | главный ведущий     | SBS   | 2/2/2014 — 9/11/2014        | с Сухо     |
| «Inkigayo»   | специальный ведущий | SBS   | 12/6/2016                   | с Сухо     |

### Музыкальные видеоклипы
| Год              | Название                 | Другие артисты        |
| ---------------- | ------------------------ | --------------------- |
| ведущий артист   |                          |                       |
| 2015             | «Beautiful»              | -                     |
| сотрудничество   |                          |                       |
| 2012             | «Dear My Family»         | SM Town               |
| 2016             | Dream                    | Suzy                  |
| 2016             | «The Day»                | K.Will                |
| в качестве гостя |                          |                       |
| 2012             | «Twinkle»                | Girls' Generation-TTS |
| 2014             | «Dance с D.O.C» (Remake) | DJ DOC                |

### Мюзикл / театр
| Год  | Название              | Роль       | Заметки      |
| ---- | --------------------- | ---------- | ------------ |
| 2014 | «Singin' in the Rain» | Дон Локвуд | ведущая роль |

## Награды и номинации
| Год  | Награда                      | Категория                                 | Номинированная работа | Результат        |
| ---- | ---------------------------- | ----------------------------------------- | --------------------- | ---------------- |
| 2016 | 4-й YinYueTai V-Chart Awards | Самый популярный певец (Республика Корея) | -                     | Выиграл          |
| 2016 | 1-й Asia Artist Awards       | Награда популярному актёру                | -                     | Выиграл          |
| 2016 | 8-й Melon Music Awards       | Лучший R&B/Soul с Suzy                    | Dream                 | Выиграл          |
| 2016 | 8-й Melon Music Awards       | Песня года с Suzy                         | Dream                 | Номинирован      |
| 2016 | 18th Mnet Asian Music Awards | Лучшее сотрудничество с Suzy              | Dream                 | Выиграл          |
| 2016 | 18th Mnet Asian Music Awards | HotelsCombined-Песня года с Suzy          | Dream                 | Номинирован      |
| 2017 | 12th Soompi Awards           | Лучшее сотрудничество с Suzy              | Dream                 | Претендует[что?] |
| 2017 | 12th Soompi Awards           | Лучший ОСТ к дораме с Сиумином и Чхеном   | For You               | Претендует[что?] |
| 2017 | 12th Soompi Awards           | Лучший айдол-актёр                        | -                     | Претендует[что?] |
| 2017 | 31st Golden Disk Awards      | Digital Bonsang с Suzy                    | Dream                 | Претендует[что?] |

### Музыкальные программы
Music Bank
| Год  | Дата      | Песня |
| ---- | --------- | ----- |
| 2016 | 15 января | Dream |
| 2016 | 22 января | Dream |

Inkigayo
| Год  | Дата      | Песня |
| ---- | --------- | ----- |
| 2016 | 17 января | Dream |
| 2016 | 24 января | Dream |
| 2016 | 30 января | Dream |